# Ильяшовка (Староконстантиновский район)
Ильяшовка (укр. Ілляшівка) — село в Староконстантиновском районе Хмельницкой области Украины.
Население по переписи 2001 года составляло 525 человек. Почтовый индекс — 31174. Телефонный код — 3854. Занимает площадь 2,072 км². Код КОАТУУ — 6824283601.

## Местный совет
31174, Хмельницкая обл., Староконстантиновский р-н, с. Ильяшовка